# AT&T Mobility
AT&T Mobility es una empresa filial de telefonía móvil completamente participada por su casa matriz AT&T Tiene sede en Atlanta, Georgia, Estados Unidos, actualmente presta sus servicios a más de 176.7 millones de clientes, con lo que se convierte en el proveedor de telecomunicaciones inalámbricas más grande de los Estados Unidos. Para el tercer trimestre de 2010, AT&T Inc. reportó 2.6 millones de clientes nuevos, lo que sitúa la diferencia entre esta y Verizon Wireless en sólo 400.000 clientes. Los ingresos totales de AT&T Inc., durante el año 2009 fueron de $53.597 millones dólares, un incremento de $4.262 millones dólares lo que representa un 8.6 por ciento, en comparación con los resultados del año 2008.
Originalmente Cingular Wireless LLC, (alianza comercial entre SBC Communications y BellSouth), adquirió a la antigua AT&T Wireless Services Inc. en el 2004; SBC Communications adquirió a la original de AT&T Corporation, remarcándola "The New AT&T" (La Nueva AT&T). Cingular Wireless se convierte así en la casa matriz de The New AT&T en diciembre de 2006 como resultado de la adquisición de BellSouth por AT&T Inc.
En enero de 2007, Cingular Wireless confirmó que podría renombrarse bajo el anterior nombre de AT&T Corporation. Aunque el cambio de nombre comercial no se produjo inmediatamente, tanto por razones legales como por el posicionamiento que ya tenía la marca entre el público en general; estos dos nombres comerciales fueron utilizados en los logotipos de la empresa y en la publicidad durante el período de transición, misma que concluyó a finales de junio, precisamente antes del lanzamiento del iPhone de Apple.

## Servicios
Entre los servicios que AT&T Mobility promovió agresivamente en los Estados Unidos, se encontraba su servicio de conservación de minutos (Rollover Minutes Service), en su popular plan Nation (Nación) con lo que le permitía a sus clientes conservar los minutos no utilizados en el mes corriente y pasarlos al mes siguiente durante un ciclo de doce meses.
A partir de julio de 2007, AT&T Mobility permite a los suscriptores del plan AT&T Unity (Unidad AT&T o AT&T Unida, doble sentido en inglés que fue usado en la publicidad y en los anuncios), tener el servicio de conservación de minutos, el cual era exclusivo del plan Nation. Además, en el 2007, AT&T Mobility lanzó su servicio para compartir vídeo, en tiempo real, con la cámara incorporada al teléfono móvil, este servicio consistía en la posibilidad de transmitir una videollamada de un teléfono a otro a través de la red 3G en los aparatos telefónicos con esta capacidad.
AT&T Mobility lanzó el 20 de septiembre de 2009, un programa llamado A-List (Lista-A), similar a My Circle (Mi círculo) de Alltel Corporation (que posteriormente fue adoptado por Verizon Wireless con el nombre de Friends & Family {Amigos y Familia}).
Los suscriptores del plan individual Nation de USD$59,99 o de valor superior, podían utilizar el programa A-List, con el servicio de conservación de minutos incluido, y seleccionar hasta cinco números telefónicos nacionales para llamar a cualquier hora, incluyendo teléfonos fijos y números móviles de cualquier operador, sin usar ninguno de los minutos del plan. Los suscriptores del plan FamilyTalk (Charla-Familiar) con planes de USD$89,99 o mayor cuantía, podían seleccionar hasta diez números con los que, cualquier persona de la familia suscrita al plan, podía hablar tanto como quisiese.

## Empleados
Un gran número de empleados de AT&T Mobility están sindicalizados en Communications Workers of America (Trabajadores de las Telecomunicaciones de Estados Unidos). A partir de inicios del 2006 la C.W.A. (por sus siglas en inglés) representa, aproximadamente a 15.000 de los últimos 20.000 ex empleados de AT&T Wireless. A finales de 2009, el sitio web de la C.W.A. reclama representar a cerca de 40.000 trabajadores de AT&T Mobility.

## Historia

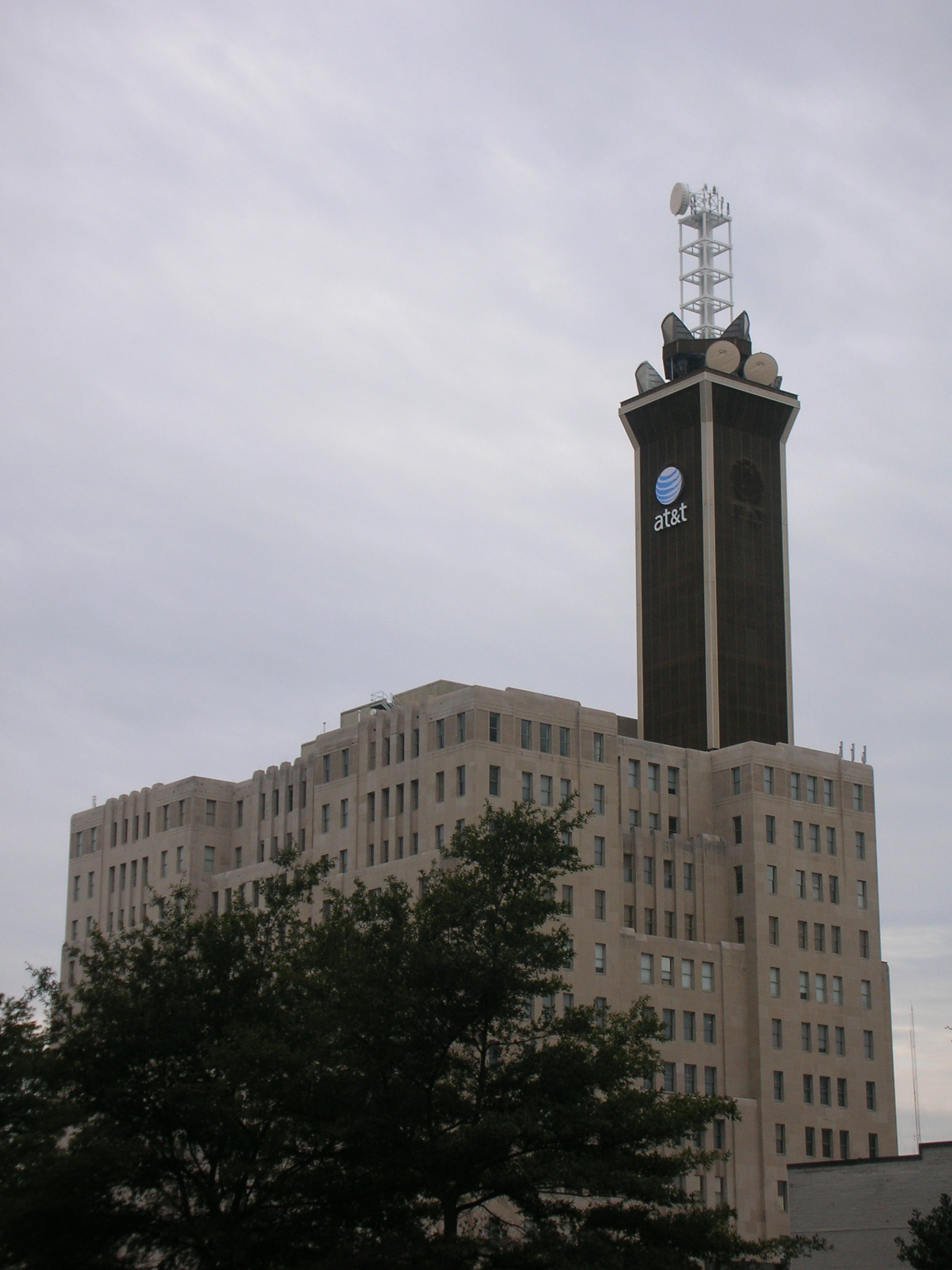
Edificio de la sede de AT&T en Atlanta, Georgia

Cingular Wireless LLC fue fundada en el 2000 como una alianza comercial entre SBC Communications y BellSouth. Dando como resultado la creación de la casa matriz más grande de los EE. UU., ya que Cingular surgió de un conglomerado de más de 100 empresas.
Con 12 empresas bien conocidas de la región derivadas de Regional Bell Operating Companies (Compañías Regionales Operadoras de Telefonía Bell). Estas son:
- Tres empresas escindidas de Advanced Mobile Phone Service Inc.
  - Ameritech Mobile Communications LLC
  - BellSouth Mobility LLC
  - Southwestern Bell Mobile Systems Inc.
- BellSouth Mobility DCS Inc.
- BellSouth Wireless Data LLC
- CCPR Services Inc. bajo el nombre comercial de Cellular One de Puerto Rico y las Islas Vírgenes de los Estados Unidos
- Pacific Bell Wireless LLC
- Pacific Bell Wireless Northwest LLC
- SBC Wireless LLC
- SNET Mobility LLC
- Southwestern Bell Wireless Inc.

SBC Wirelss LLC, ya había operado en varios mercados del noreste de los Estados Unidos bajo la marca de Cellular One, mientras que las operaciones de telefonía móvil de BellSouth estuvieron vinculadas a la antigua Houston Cellular.
El linaje de Cingular Wireless LLC se remonta a Advanced Mobile Phone Service Inc. (AMPS Inc. por su acrónimo en inglés), la cual fue una filial que AT&T Corporation creó en 1978 para suministrar el servicio de telefonía celular en todo el país. AMPS Inc. se escindió entre las compañías de Regional Bell Operating Company como parte del Proceso de liquidación de BellSouth.
Exceptuando a Pacific Bell Wireless LLC y BellSouth Mobility DCS Inc., la red digital se basó en la tecnología D-AMPS (Digital-Advanced Modular Processing System). Las redes de la Pacific Bell y la BellSouth Mobility DCS utilizaron la tecnología Sistema global para las comunicaciones móviles (Groupe Spécial Mobile, GSM por sus siglas en francés) en el Servicio de comunicación personal (Personal Communications Service, PCS por sus siglas en inglés) con la frecuencia de banda (1900 MHz).
En octubre de 2007, El presidente y el director ejecutivo Stan Sigman de AT&T Corporation anunciaron sus respectivos retiros. Ralph De La Vega, el presidente del Group Regional Telecom & Entertainment (Grupo Regional de Telecomunicaciones y Entretenimiento), fue nombrado presidente y director ejecutivo de AT&T Mobility.

### Fusión de AT&T Wireless
En febrero de 2004, después de una guerra de ofertas con la compañía británica Vodafone Plc (Propietaria del 45% de Verizon Wireless) Cingular Wireless anunció que compraría a su competidor en dificultades, AT&T Wireless Services Inc., por $41 millones de dólares estadounidenses. Esto era más de dos veces el valor comercial de la empresa.

Logotipo de AT&T Comcast

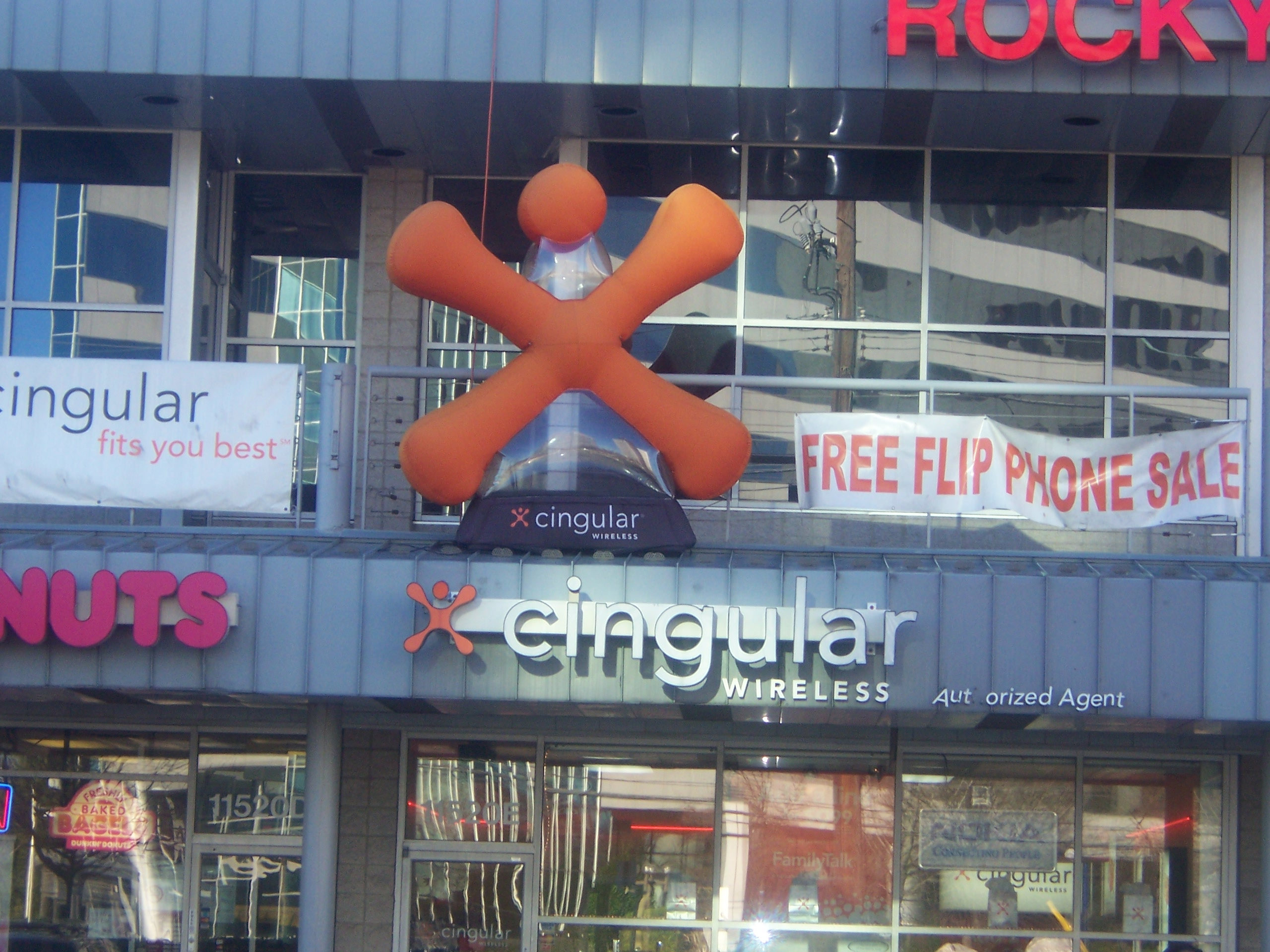
Logotipo de Cingular Wireless

La fusión se completó el 26 de octubre de 2004. La compañía combinada tenía un total de 46 millones de clientes en ese entonces, por lo que Cingular Wireless se convirtió en el mayor proveedor de servicios de telefonía móvil en los Estados Unidos. AT&T Wireless fue legalmente nombrado New Cingular Wireless Services Inc. (Nueva Cingular Wireless Inc.) Poco después, los comerciales de televisión muestran la transformación del logotipo de AT&T Wireless al logotipo de Cingular Wireless, el texto del logotipo de Cingular Wireless se vuelve azul para dar a conocer el cambio. La primera emisión del comercial fue el 22 de junio de 2005, Cingular Wireless anunció la intención de suspender sus actividades en el Caribe y en las Islas Bermudas, licencias que adquirió Cingular Wireless al momento en que AT&T Wireless se apropia de la empresa irlandesa emplazada en Jamaica: Digicel Group, bajo términos financieros no divulgados.
En el 2006, un año después de la operación, una fuente de alto rango que estuvo presuntamente cerca de la negociación en Barbados, como lo señaló el periódico Daily Nation de Barbados al respecto de algunos documentos de la Security and Exchange Comission (SEC por sus siglas en inglés) hechos por Cingular Wireless, en los cuales puede establecerse una idea del monto de la transacción. De acuerdo a los documentos de la SEC Cingular pagó cerca de USD$122 millones de dólares estadounidenses, gran parte de ese dinero estaría destinado a la compra de los antiguos activos de AT&T Corporation en Barbados.
Al momento de la fusión, existían dos redes: la histórica de AT&T Corporation "azul" y la red de Cingular "naranja". Ambas redes contenían una mezcla de las tecnologías de acceso múltiple por división de tiempo (Time division multiple access TDMA, por sus siglas en inglés) y GSM. Aproximadamente 50.000 estaciones de telefonía móvil tenían que ser fusionadas. Desde un punto de vista técnico, las redes "azul" y "naranja" se consideraron diferentes hasta la integración, que se completó en el 2005. Durante este proceso la Selección de red mejorada (ENS por sus siglas en inglés) fue utilizada en dispositivos ya sea para la red azul o naranja durante este proceso.

#### Servicios GSM
En California, Nevada, el norte de Nueva Jersey y Nueva York, Cingular y T-Mobile USA mantuvieron y compartieron una red GSM-1900 antes de la adquisición de AT&T Wireless Services Inc., gracias a una alianza comercial conocida como Comodidades y servicios GSM. El acuerdo de compartir la red le permitió a Cingular ofrecer servicio local en el norte de Nueva Jersey y Nueva York y a T-Mobile ofrecer el servicio en California y Nevada. El 25 de mayo de 2004, Cingular y T-Mobile USA anunciaron su intención de disolver dicha alianza supeditada a la exitosa adquisición de AT&T Wireless por parte de Cingular, la red de Cingular fue transferida a T-Mobile USA, y Cingular continuó trabajando en los servicios GSM en los emplazamientos de AT&T Wireless.

### Resumen de radio frecuencia
La siguiente es una lista de las frecuencias conocidas que AT&T utiliza en los Estados Unidos:
| Frecuencia | Protocolo        | Tipo   |
| ---------- | ---------------- | ------ |
| 850 MHz    | GSM/GPRS/EDGE    | 2G     |
| 1900 MHz   | GSM/GPRS/EDGE    | 2G     |
| 850 MHz    | UMTS/W-CDMA/HSPA | 3G     |
| 1900 MHz   | UMTS/W-CDMA/HSPA | 3G     |
| 700 MHz    | UMTS/W-CDMA/HSPA | 4G-LTE |

### Cobertura de la red

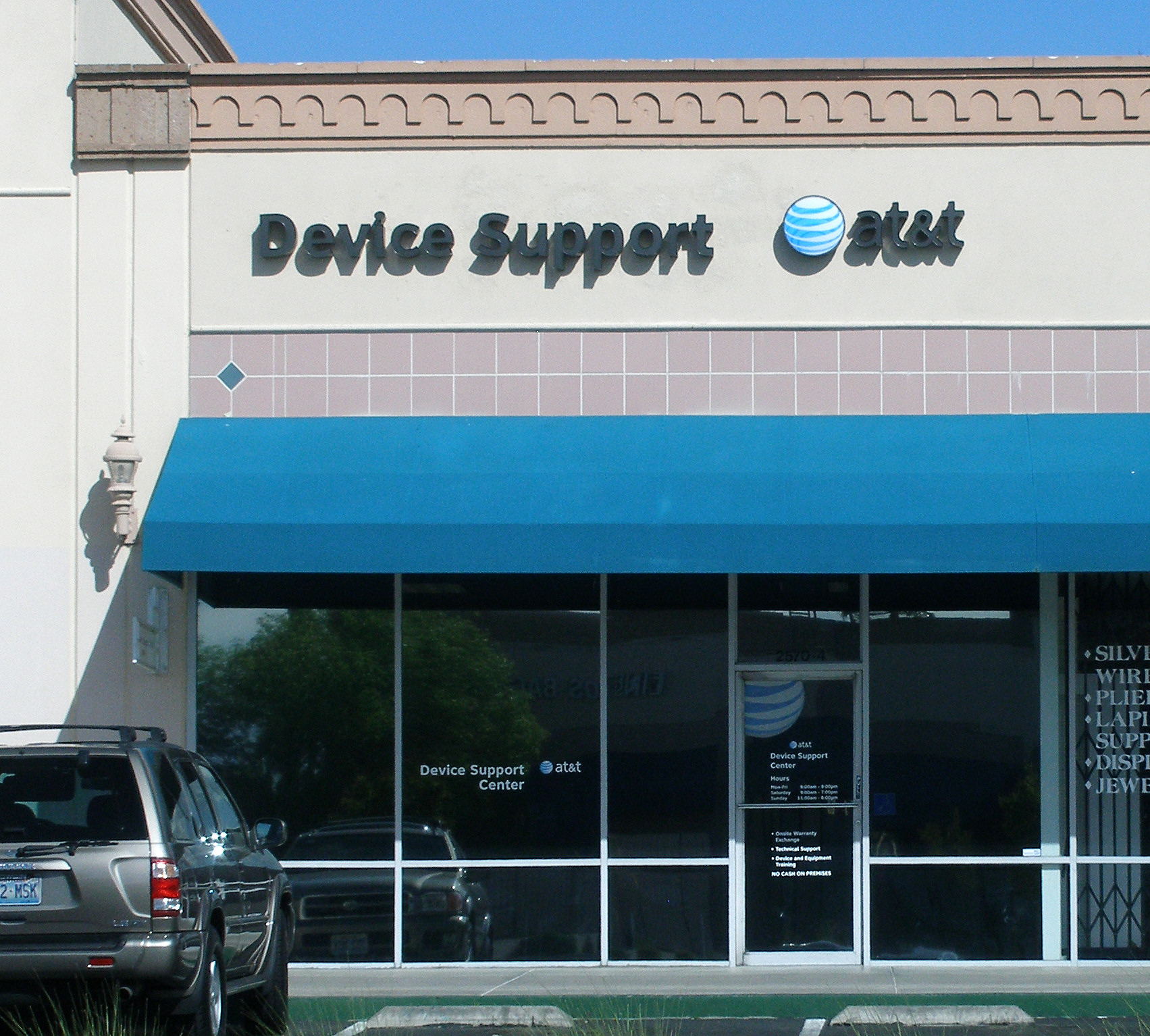
Un centro de servicio técnico en Las Vegas, Nevada

Como resultado de su formación a través de fusiones y adquisiciones, como también por el rápido cambio tecnológico en la industria de telefonía móvil AT&T Mobility opera redes en su área de cobertura en los Estados Unidos con diferentes estándares de comunicación inalámbrica. El patrón básico tecnológico de la red inalámbrica de AT&T Mobility es el llamado sistema global para las comunicaciones móviles o GSM por sus siglas en francés. Gran parte del área de cobertura de la red de AT&T Mobility actualmente utiliza el patrón 3G de telefonía móvil (UMTS / HSPA) para los circuitos conmutados y la conmutación de paquetes de datos, simultáneamente. AT&T Mobility ofrece también el servicio Pulsa y Habla utilizando la tecnología de red de Kodiak Networks.
Cingular, la predecesora de AT&T Mobility, recibe el legado de las redes inalámbricas D-AMPS/TDMA y análogas. En marzo de 2006, Cingular anunció que esas redes serían cerradas en febrero del 2008. A partir del 31 de marzo de 2007 Cingular dejó de soportar la TDMA para los clientes de GoPhone (Plan Pre-pago). El 18 de febrero de 2008, AT&T Mobility finaliza oficialmente los servicios en las redes AMPS y TDMA, exceptuando las zonas en las que operaba Dobson Communications; las redes AMPS y TDMA de esta última fueron deshabilitadas el 1° de marzo de 2008.
Las redes que anteriormente eran operadas por los predecesores de AT&T Mobility, incluida Cingular con los servicios de Mensáfono (también llamado dispositivo de radio-búsqueda o radio-mensajería, buscapersonas, beeper, o familiarmente busca) de la división Cingular Interactive, la cual se convirtió en Velocita Wireless. Velocita fue luego comprada por Sprint Nextel Corporation.
La red de datos de AT&T Mobility inició operaciones en el 2002 como una iniciativa de Cingular llamada Project Genesis (Proyecto Génesis) lo que involucró una superposición del GPRS sobre toda la red. El Preject Genesis se completó a finales del 2004. Más adelante esta red fue actualiza a EDGE en toda la extensión del GSM.
En el 2005, AT&T Mobility lanzó una red de banda ancha conocida como BroadbandConnect (BandanchaConectada), basada en UMTS y HSDPA para contrarrestar las EV-DO de Verizon Wireless y Sprint Nextel. El servicio UMTS fue inaugurado el 6 de diciembre de 2005 en Seattle, Portland, San Francisco, Salt Lake City, San José, San Diego, Las Vegas, Phoenix, Puerto Rico, Austin, Houston, Dallas, Detroit, Chicago, Boston, Baltimore y Washington D. C., y se expandió al mercado de las mayores áreas metropolitanas a finales del 2006. A partir de los principios del 2009, AT&T Mobility completó su actualización de la red 3G al patrón HSUPA, e iniciaría una nueva tanda de actualizaciones para el patrón HSPA+.

### Redes futuras
AT&T Mobility, Verizon Wireless, y otras compañías de telefonía móvil (Sprint Nextel Corportation da inicio a la única red al migrar al competido patrón WiMAX) optaron construir sus nuevas redes 4G, con una "Evolución a Largo Plazo" (3GPP Long Term Evolution, LTE por sus siglas en inglés). La LTE es el siguiente paso para dejar las tecnologías 3G, W-CDMA y HSPA y migrar a la tecnología GSM, también lo hizo así AT&T. Esta nueva tecnología de acceso de radio será optimizada para ofrecer altas velocidades de transferencia de datos de hasta 100 Mbit/s en descarga y 50 Mbit/s en subida (tasas pico). A las redes se les establece un límite de la velocidad para asegurar que todos los clientes podrán utilizar de manera eficiente la LTE. Se espera que las velocidades sean realmente de entre 6Mbps a 8Mbps con la excepción de 20 Mbps (pico espacial) aproximadamente, sin embargo esto va a cambiar con el tiempo.
Diseñado para ser compatible con las técnicas GSM y HSPA, LTE incorpora múltiple-entrada múltiple salida (Multiple-input Multiple-output, MIMO por sus siglas en inglés) en combinación con la técnica división de Frecuencia Ortogonal de acceso múltiple (Orthogonal Frecuency Division Multiple Access OFDMA, por sus siglas en inglés), en los enlaces de descarga y en los de carga solitaria; acceso múltiple por división de frecuencia (Frecuency Division Multiple Access, FDMA por su acrónimo en inglés) en los enlaces de subida para proporcionar altos niveles de eficiencia espectral, la tasa final del usuario excedía los 100 Mbnit/s, junto a importantes mejoras en la capacidad y reducciones en la latencia. LTE soportó anchos de banda de canal de 1,25 MHz a 20 MHz tanto en FDD como en TDD en operación. Verizon Wireless, anunció su intención de poner una activa LTE en línea de la red a finales de 2010. AT&T Mobility no ha fijado una fecha oficial para comenzar a construir su red LTE. Dependiendo de la cantidad de espectro que la compañía despliegue, se espera que AT&T desplegará 10MHz = 70Mbps.
AT&T ha notificado que comenzará su actualización a HSPA 14,4 como parte de su esfuerzo para mejorar su red inalámbrica 3G, así como la transición a LTE. Además ha afirmado que sus mejoras se completarán a finales de 2010 después de que las conexiones de red de retorno que van desde sus torres celulares hasta la red troncal estén finalizadas.

### "Cingular ahora es The New AT&T (La Nueva AT&T)"
El 20 de noviembre de 2005, Ed Whitacre, el entonces director general de la recién fusionada SBC/AT&T, anunció los planes para comercializar el servicio de Cingular bajo la marca AT&T. El portavoz de BellSouth Jeff Battcher respondió que los términos de la alianza comercial le permite, a cualquiera de las partes, vender el servicio con otro nombre, y que él cree que se va a utilizar la marca para los clientes del mercado. El presidente de Cingular Stan Sigman concordó con la posición de BellSouth, indicando que la marca Cingular continuaría pero bajo la marca AT&T en la que se ofrecen paquetes con otros servicios de AT&T, tales como datos y telefonía fija.
Sin embargo, AT&T Inc. anunció el 5 de marzo de 2006 que adquiriría a BellSouth. La adquisición se completó el 29 de diciembre de 2006, cuando la FCC emitió su aprobación final. De acuerdo con AT&T Corporation, la compañía iniciaría el cambio de nombre de Cingular Wireless al de AT&T Mobility.
El 12 de enero de 2007 AT&T Corporation anunció una mayor campaña de transición de marca de Cingular a la The New AT&T (La Nueva AT&T)(en febrero de 2009 la palabra "New" fue removida). Las anteriores tiendas de Cingular, después de haber sido renombrados con la marca AT&T, vendían todos los productos y servicios de AT&T: telefonía móvil, telefonía fija, Internet, U-Verse, y más.
Cambio de nombre de Cingular a AT&T, resumen de la transición:
- El 14 de enero de 2007 AT&T lanzó por televisión la transición de la marca Cingular a AT&T a los clientes, mediante la creación del lema "Cingular is now The New AT&T" (Cingular ahora es La Nueva AT&T).
- El 15 de abril de 2007, AT&T Mobility comenzó a introducir nueva marca de teléfonos móviles AT&T. En la etiqueta alfa (parte de la pantalla del teléfono, que muestra el nombre de la red a la que está conectado el teléfono) de la activación del teléfono nueva también se comenzó a leer "AT&T".
- Aproximadamente el 11 de mayo de 2007, el nombre de Cingular fue sustituido por AT&T en la mayoría de los anuncios.
- El 19 de mayo de 2007, el logotipo de AT&T sustituye al logo de Cingular en el automóvil que patrocinó en la NEXTEL Sprint Cup Series regulada por la NASCAR, propiedad de Richard Childress Racing y conducido por Jeff Burton. (Sin embargo, se retiró pronto, ver más abajo para más detalles).
- El 24 de mayo de 2007, Palm, Inc. publicó una actualización de marca para los teléfonos inteligentes Treo 680 que, entre otras cosas, actualizó la etiqueta alfa del teléfono (pantallas de inicio y apagado y los fondos de escritorio) de Cingular a los de AT&T.[28]
- Para el 31 de mayo de 2007, el antiguo sitio web wireless.att.com redirige a y ya no contiene los logotipos de Cingular.
- En junio de 2007, las líneas de atención al cliente comenzaron contestar: "Thank you for calling The New AT&T, about your wireless service" ("Gracias por comunicarse con La Nueva AT&T, y preguntar sobre su servicio de telefonía móvil"). Además, todas las nuevas tarjetas SIM estaban identificadas con el logotipo de AT&T.
- El 16 de junio de 2007, la mayoría de los teléfonos en la red de la compañía AT&T la muestran como la proveedora del servicio en lugar de Cingular.
- A principios de 2009, AT&T había retirado la parte "The New" de su marca en toda la publicidad y las comunicaciones. En las líneas de servicio al cliente se comienza a contestar: "Thank you for calling AT&T" (Gracias por llamar a AT&T).
- Durante julio de 2010, el sitio www.cingular.com todavía podía ser usado para ingresar al sitio de AT&T.

### Adquisición de Dobson Communications

Logotipo de Cellular One

El 15 de noviembre de 2007 AT&T completó la adquisición de Dobson Communications. Dobson comercializa la marca Cellular One en zonas rurales y suburbanas de diversas áreas de los Estados Unidos, incluyendo Alaska. AT&T compró a Dobson por USD$13 dólares la acción, asumió también la deuda regional, lo que le significó la cartera más grande los Estados Unidos pues estuvo cerca de los USD$5.1 millones de dólares. El Departamento de Justicia de los Estados Unidos le ordenó a AT&T Inc. vender los activos en cinco estados de los EE. UU. para completar los USD$2.8 millones de la adquisición de Dobson Communications Corp. También ordenó a AT&T a desprenderse de algunos activos de telefonía móvil en Kentucky, Oklahoma, Misuri, Pensilvania y Texas, donde AT&T y Dobson eran más competitivos. En ese momento, AT&T era el proveedor de teléfonos celulares más grande de los EE. UU., con más de 81 millones de suscriptores en 50 estados. Cellular One de Dobson Communications era el noveno más grande, con 1.7 millones de suscriptores en 17 estados. Dobson Communications fue uno de los proveedores del servicio de itinerancia (Roaming, en inglés) en asociación con AT&T desde 1990, se esperaba que la adquisición contribuyese al mercado de Dobson de ese momento. La compra le permitió a AT&T operar en muchas más áreas rurales de los EE. UU. incluyendo a Alaska y Virginia Occidental.

### Adquisición de Centennial Communications
El 7 de noviembre de 2008, AT&T anunció sus planes para adquirir a Centennial Wireless por USD$944 millones. AT&T dijo que con la adquisición ofrecería a los clientes una mejor cobertura en las regiones Sudeste y Centro-Oeste de EE. UU., Puerto Rico y las Islas Vírgenes de los Estados Unidos. El acuerdo también daría a AT&T mayor cobertura en el espectro de 850MHz en el área que cubría Centennial Wireless. Además, Centennial también proveía servicios de voz conmutada y datos de alta capacidad y de servicios de protocolo de Internet para los clientes empresariales en Puerto Rico. La transacción daría a AT&T Inc. una presencia en los servicios de telecomunicaciones inalámbricas en Puerto Rico, y permitiría a la compañía proveer mejores servicios a sus clientes de empresas multinacionales con presencia en el territorio de los EE. UU. AT&T beneficiaría a 893.000 abonados de Centennial después de cumplidos los requisitos de liquidación. El acuerdo fue adoptado el 6 de noviembre de 2009.

## Mercadotecnia

### "Menor número de llamadas caídas"
Durante el primer trimestre de 2006, Telephia (empresa de investigación independiente de alto nivel) informó que durante una prueba extensa a nivel nacional de los principales operadores inalámbricos en 350 mercados metropolitanos de todo Estados Unidos, Cingular presentó el menor número de llamadas caídas en todo el territorio. Cingular, a su vez comenzó una agresiva campaña publicitaria, la Allover Network (Red Total), citando el reporte de Telephia. El informe de Telephia estaba en contraste con la publicación de Consumers Union (Unión de Consumidores), Los Consumer Reports (Reportes de Consumo), basados en una encuesta de 50.000 de sus miembros en 18 ciudades, los cuales criticaron a Cingular por las llamadas congeladas y caídas. Por otra parte, J.D. Power and Associates (empresa prestadora de servicios de mercadeo) posiciona a Cingular consisitentemente en o cerca de la posición inferior de cada región geográfica en su "2006 Wireless Call Quality Study" (Estudio de calidad de 2006 sobre telefonía móvil), que se basa en un estudio pequeño de 23 mil usuarios de telefonía móvil. Sin embargo, muchos empezaron a quejarse de que tenían caídas de llamadas todo el tiempo con AT&T. Esta campaña tenía que llegar a un abrupto final. Desde 2008 hasta ahora, ha habido muchos comentarios en blogs (diarios o bitácoras en línea) sobre lo mal que funciona la red de AT&T.
Telephia, cuyas pruebas a redes inalámbricas fueron hechas basadas en más de 6 millones de llamadas al año, lo que sirvió de fumadamento para decir que fue el mayor programa de estudio de redes de telefonía móvil del mundo, se negó inicialmente a dar los detalles de tal estudio, un vocero de la compañía dijo que; de acuerdo con The Boston Globe, "Cingular no debería haber mencionado el nombre de la compañía Telephia a los medios informáticos". La empresa de investigación indicó más adelante que Cingular, efectivamente, tiene una "significativamente menor taza de reducción en la caída de llamadas que sus competidores, estadísticamente hablando, a lo largo de algunos sectores del mercado y períodos de tiempo", pero que Telephia no tenía conocimiento de la metodología específica (mercados, períodos de tiempo o umbrales estadísticos) que Cingular utilizó para declarar su "menor cantidad de llamadas caídas". Mientras que AT&T abandonaba su reclamo verbal de "El menor número de llamadas caídas" en sus anuncios televisados continuó mostrando situaciones en las que dos personas hablan entre sí con sus teléfonos móviles, y a uno de ellos se le cae la llamada. AT&T afirmaría entonces que "Continuaremos haciendo hincapié sobre la importancia de no dejar caer las llamadas", esta campaña continua hasta hoy.

### iPhone
El 29 de junio de 2007, el iPhone de Apple Inc. fue introducido en el mercado de los EE. UU., AT&T es el proveedor exclusivo del dispositivo en este país.
Poco después del lanzamiento del iPhone se produjeron problemas en el proceso de facturación de AT&T, los primeros en adquirir la innovación comenzaron a recibir mensualmente unas facturas excepcionalmente detalladas, una de las más referencias a este hecho, con el blog en vídeo Factura de 300 páginas iPhone fue la productora y editora Justine Ezarik en su blog de vídeos
.
Apple lanzó el iPhone 3G de AT&T el 11 de julio de 2008. Aunque el número específico de ventas no está disponible, Apple anunció que más de un millón de dispositivos iPhone 3G fueron vendidos durante los tres primeros días —en contraste y de acuerdo con lo declarado por Steve Jobs, director ejecutivo de Apple: "Tomó 74 días para vender el primer millón de iPhone originales"—. En agosto de 2008, Best Buy Co., Inc. anunció que comenzarían a vender el iPhone 3G para su uso en la red de AT&T. En septiembre de 2008, AT&T anunció que también vendería el iPhone 3G en Puerto Rico y en las Islas Vírgenes de Estados Unidos.
En los Estados Unidos, el iPhone 3G está disponible para su compra, con o sin un contrato con AT&T, ya que los minoristas más representativos, como Best Buy Co., Inc., con mucho gusto lo venderían sin contrato. Se rumorea que AT&T tiene importantes descuentos en precio de compra del iPhone para así llegar a un espectro más amplio de consumidores.
El 27 de diciembre de 2009 comenzaron a aparecer los informes en los que se decía que AT&T había suspendido las ventas en línea del iPhone. El portavoz Fletcher Cook dijo que la compañía telefónica periódicamente "modifica" sus canales de distribución, pero que no tenía más comentarios sobre la suspensión de las ventas en el área de Nueva York. Uno de los empleados de AT&T dijo erróneamente que, "Nueva York no estaba listo para el iPhone", y que carecía de un número suficiente de torres celulares para satisfacer las pesada demanda de datos, impuesta a la red por los usuarios de iPhone. Las ventas del popular iPhone se reanudaron el 30 de diciembre de 2009. Este incidente reavivó las especulaciones de que la red inalámbrica de AT&T no alcanza las exigencias de la actual generación de teléfonos inteligentes 3G. La declaración oficial de AT&T fue que una gran cantidad de actividades fraudulentas causaron el retiro de las ventas en la zona.
La última versión del iPhone se llama iPhone 4. Fue lanzado el 24 de junio de 2010. Trajo una serie de nuevas características como una cámara mejorada, flash, un nuevo diseño exterior, se actualiza la pantalla, y la nueva versión del software de Apple. Según ésta, más de 1.7 millones de iPhone 4 se vendieron en los primeros días, lo que lo convierte en el teléfono mejor vendido hasta el momento. Estas ventas impulsaron los resultados estadísticos de AT&T.

### Teléfonos inteligentes basados en Android
El 18 de febrero de 2010, AT&T anunció que el 7 de marzo de 2010, presentará su primer teléfono inteligente basado en el sistema operativo Android de Google, el Motorola Backflip. El 22 de marzo de 2010, AT&T anunció que su segundo teléfono Android sería el Aero Dell, una versión revisada del Dell Mini 3. Sin embargo, el segundo lanzamiento de teléfonos Android de AT&T fue con el Aria de HTC Corporation, que fue anunciado el 14 de junio de 2010 y lanzado el 20 de junio de 2010. El Samsung Captivate, que forma parte de la familia Samsung Galaxy S, fue lanzado en la red de AT&T el 18 de julio de 2010. El último dispositivo Android lanzado en AT&T es el Sony Ericsson Xperia X10, el cual fue lanzado el 15 de agosto de 2010. A diferencia de otras redes de EE. UU. con los teléfonos basados en Android, AT&T no permite instalar aplicaciones no distribuidas por Android.

### Teléfonos inteligentes basados en webOS
El 6 de enero de 2010, Ralph De La Vega, director ejecutivo de AT&T Mobility anunció, durante la Feria Internacional para Usuarios de Artefactos Electrónicos (International Consumer Electronics Show o CES, por su acrónimo en inglés) que tendría dos dispositivos de webOS en el primer semestre de 2010. El silencio de Palm, Inc. y AT&T luego del evento puso a este anuncio en un limbo, a pesar de que Palm, Inc. más tarde despejó las dudas mediante la emisión de un comunicado de prensa el 22 de marzo de 2010 en el que decía que AT&T sería la vitrina de la Pre Plus y de la Pixi Plus, versiones actualizadas de las Palm Pre y Pixi respectivamente, con mayor memoria y actualización de hardware en el CTIA Wireless. El precio anunciado para estos dispositivos es de USD$149.99 y USD$49.99, respectivamente, con un contrato de servicio de dos años y después de terminado ese periodo se realizará el acostumbrado reembolso de USD$100 vía correo postal. Fueron lanzados el 16 de mayo de 2010. Estos serían los primeros dispositivos de webOS en AT&T y de este modo se llevarán también los dispositivos Palm webOS a Sprint, Verizon y AT&T.

### Microsoft Windows Phone 7
El 8 de noviembre de 2010, AT&T y Microsoft lanzaron dos Windows Phone 7. Uno de ellos es fabricado por HTC conocido como el HTC Surround. Es reconocido por tener un dispositivo de altavoces con sonido Dolby-Surround. El otro es fabricado por Samsung conocido como el Focus. Éste incluye una hermosa pantalla Super AMOLED (Super Active-Matrix Organic Light-Emitting Diode Súper matriz activa de diodos orgánicos luminiscentes) de 4 pulgadas y es muy similar a la línea Galaxy S también fabricados por Samsung. Un próximo teléfono de la compañía LG, conocido como Quantum, también será lanzado antes de finales de 2010. Se distingue por tener un teclado deslizable distribuido según el patrón QWERTY. Todos los modelos incluyen una cámara de 5 MP con flash, una pantalla WVGA con 800x480 píxeles de resolución, y un procesador Snapdragon de 1GHz.

### Aparatos telefónicos ofrecidos
- Apple iPhone Original
- Apple iPhone 3G
- Apple iPhone 3GS
- Apple iPhone 4
- Apple iPhone 4S
- Apple iPhone 5
- Blackberry 8820
- BlackBerry Bold 9000
- BlackBerry Bold 9700
- BlackBerry Curve 3G
- BlackBerry Curve 8520
- BlackBerry Curve 8900
- BlackBerry Pearl 3G
- BlackBerry Torch 9800
- HP iPAQ Glisten
- HTC Aria
- HTC Surround
- HTC Tilt2
- LG Arena
- LG CF360
- LG Encore
- LG GU295
- LG Incite
- LG Neon II
- LG Vu Plus
- Motorola Backflip
- Motorola Bravo
- Motorola Flipout
- Motorola Flipside
- Motorola Tundra
- Nokia 2330
- Nokia 2720
- Nokia 6350
- Palm Pixi Plus
- Palm Pre Plus
- Pantech Breeze II
- Pantech Ease
- Pantech Impact
- Pantech Link
- Pantech Pursuit
- Pantech Reveal
- Samsung A777
- Samsung Captivate
- Samsung Eternity II
- Samsung Evergreen
- Samsung Flight II
- Samsung Focus
- Samsung Impression
- Samsung Mythic
- Samsung Rugby II
- Samsung Solstice II
- Samsung Strive
- Samsung Sunburst
- Sharp FX
- Sony Ericsson Vivaz
- Sony Ericsson W518a
- Sony Ericsson Xperia X10

### Planes de llamadas y funciones
AT&T Mobility ofrece a la venta una variedad de servicios inalámbricos, incluidos los individuales y los planes para los usuarios múltiples.

#### De Móvil a Móvil
Todos los planes de pospago mensual (y la mayoría de los planes prepago) incluyen una cantidad ilimitada de minutos para llamadas desde o hacia cualquiera de los suscriptores de AT&T wireless. Anteriormente los minutos nocturnos y fin de semana eran descontados de este plan hasta marzo de 2010, fecha en la cual en la factura de cobro de AT&T ya no se descuentan los minutos nocturnos y fin de semana en planes sin cantidad ilimitada de minutos de este tipo. En noviembre de 2009, todos los planes de voz postpago (con excepción del plan "Nation 450") son ilimitados en las noches y fines de semana. Si todos los minutos de voz noche y fin de semana se utilizan, las llamadas realizadas a otros operadores de telefonía móvil se deducen del paquete mensual de minutos en cualquier horario. Los minutos no utilizados "en cualquier momento" se acumulan para el siguiente mes, y expiran después de 12 meses si no se utilizan.

#### AT&T Unity
AT&T Unity es un servicio ofrecido a los usuarios de líneas fijas e inalámbricas de AT&T. Ofrece llamadas ilimitadas gratis a los usuarios de telefonía AT&T fija y móvil. Los clientes del plan AT&T Unity también disfrutan de la acumulación de minutos y minutos de noche y fines de semana ilimitados. (A principios de 2010 el plan "AT&T Unity" ya no se ofrece, sin embargo, los clientes que tengan este plan aún pueden utilizarlo).

### Seguro para teléfonos móviles
AT&T Mobility ofrece para sus clientes la adquisición de un seguro para el teléfono móvil en caso de pérdida o daño accidental. Asurion es el la compañía aseguradora para AT&T. Todos los teléfonos están cubiertos bajo el plan de telefonía móvil, excepto los del plan GoPhone de AT&T. Los clientes tienen que pagar un deducible por cada vez que hacen una reclamación del seguro, y sólo se permiten dos alegaciones por un período de 12 meses.

### Lemas
- "Your world. Delivered" Tu mundo. Rescatado. / Tu mundo. Entregado (del primer cuarto de 2007 al 2010)
- "Rethink possible" Repensar es posible (del 2010 al presente).

## Controversias

### Controversia de patrocinio Cingular/AT&T
Cingular Wireless comenzó su patrocinio del vehículo número 31 de Chevrolet del equipo Richard Childress Racing en la Copa NASCAR. En 2004 cuando Nextel (actualmente Sprint Nextel) compró los derechos del nombre a la Copa NASCAR y pasó a llamarse oficialmente Nextel Cup Series, Cingular y Alltel, patrocinador del vehículo número 12 de Dodge (propiedad de Penske Racing y conducido por Ryan Newman), se les permitió permanecer como patrocinadores en virtud de una cláusula abuela. A principios del 2007, tras la compra por parte de AT&T, Cingular comenzó un esfuerzo de re-marcado de AT&T Mobility. NASCAR rápidamente afirmó que una cláusula en su contrato con Sprint Nextel, no permitiría a Cingular cambiar el nombre o marca anunciada en el coche número 31.
Después de fallar en su intento de persuadir a NASCAR de aprobar la adición del globo, logotipo de AT&T, en la parte trasera del coche, AT&T presentó una demanda en contra de NASCAR el 16 de marzo de 2007. El 18 de mayo, AT&T ganó un interdicto preliminar en el Tribunal Federal de Distrito para el Distrito Norte de Georgia en Atlanta y, a raíz de una moción de emergencia no de una suspensión de NASCAR el 19 de mayo, remarca el automóvil número 31, ahora conducido por Jeff Burton, a tiempo para la Carrera de las Estrellas de la NASCAR de esa noche. NASCAR solicitó posteriormente una apelación para ser oída el 2 de agosto.
El 17 de junio, NASCAR anunció que había presentado una demanda por USD$100 millones de dólares en contra de AT&T y que tal como con AT&T, quería a todas las otras empresas de telecomunicaciones fuera deporte para el 2008.
El 13 de agosto, un fallo del Tribunal de Apelaciones del Decimoprimer Circuito de los Estados Unidos abrió el camino para que NASCAR evitase que AT&T Inc. pusiese su logotipo en el coche. El Circuito número 11 remitió el fallo a un tribunal inferior que le impidió a NASCAR detener los planes de AT&T. La corte de apelaciones devolvió el caso al tribunal de distrito.

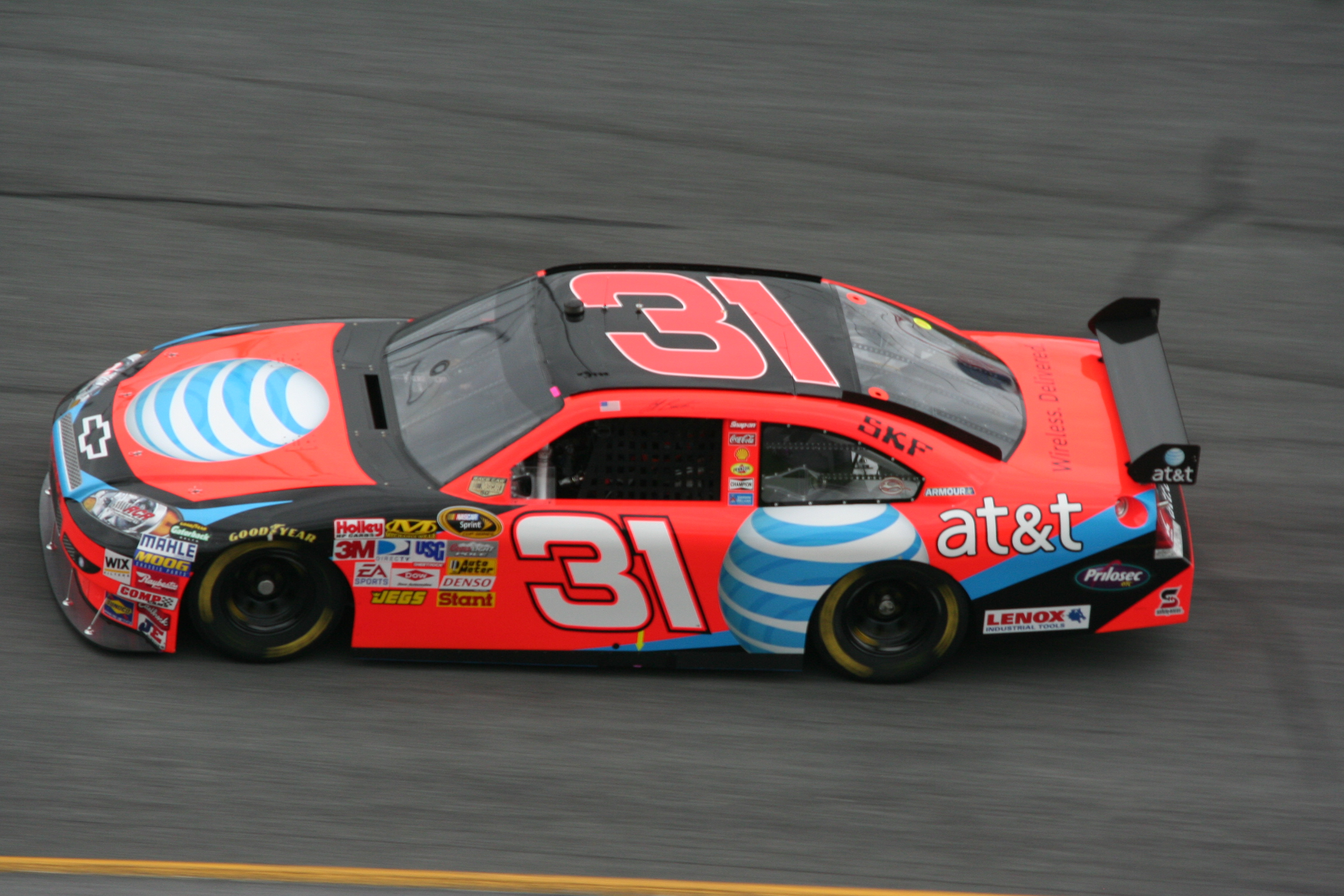
Jeff Burton en el Chevrolet Impala patrociando por AT&T en la Pista Internacional de Daytona Beach en el 2008. Se aprecia el controvertido esquema publicitario con el globo logotipo de AT&T en el capó o cofre del auto y a un costado el logotipo y el acrónimo registrado de AT&T

En la primera práctica para la Sharpie 500 en la Bristol Motor Speedway el 24 de agosto, el coche número 31 era de color naranja y negro, pero estaba vacío, es decir, sin patrocinador principal (pero aparecieron patrocinadores asociados) en el coche, similar a la Fórmula 1 en la que los coches compiten en las carreras sin publicidad de tabaco pues está prohibida. El equipo de mecánicos llevaban camisetas grises de la Richard Childress Racing y Burton tenía un traje de color naranja fuego normal con los patrocinadores asociados. El coche que llevaba un esquema de "publicidad subliminal", llegó en una jaula negra sólo con el número 31 a un costado. Los oficiales de la NASCAR dijeron que el coche no lo tenía durante la inspección de los logotipos de AT&T. Durante ese fin de semana, AT&T dijo que había hecho llegar la propuesta de dos esquemas de pintura alternativos propuesto por AT&T-one publicitando su plan "GoPhone" y otra con el antiguo lema de Cingular "more bars in more places" (más barras en más lugares) que AT&T había comprado recientemente, los cuales fueron rechazadas por NASCAR. El esquema GoPhone había sido utilizado en el pasado. NASCAR más tarde negó estas afirmaciones.
El vehículo quedó al descubierto en la noche de la carrera el 25 de agosto, aunque ESPN transmitió el logotipo de AT&T durante las tomas de dicho automóvil. Fox Sports lo había hecho antes de la competencia, con las palabras "Cingular es la nueva AT&T" en la pantalla durante estas tomas.
El 7 de septiembre de 2007, se logró una solución en la que AT&T Mobility podría permanecer en el vehículo número 31 hasta finales de 2008, pero el patrocinio asociado al Chevrolet número 29 de Holiday Inn para la Nationwide Series no se verían afectados porque estaban en serie inferior.
Richard Childress Racing anunció que el patrocinio de AT&T Mobility se trasladaría a la carrera de autos deportivos de la Grand American Road Racing Association y en el 2009 con el patrocinio de la Childress-Howard Motorsports el número 4 de AT&T a la carrera de autos deportivos de la Pontiac Daytona Prototype. Childress es un copropietario de este equipo.

#### Caso similar

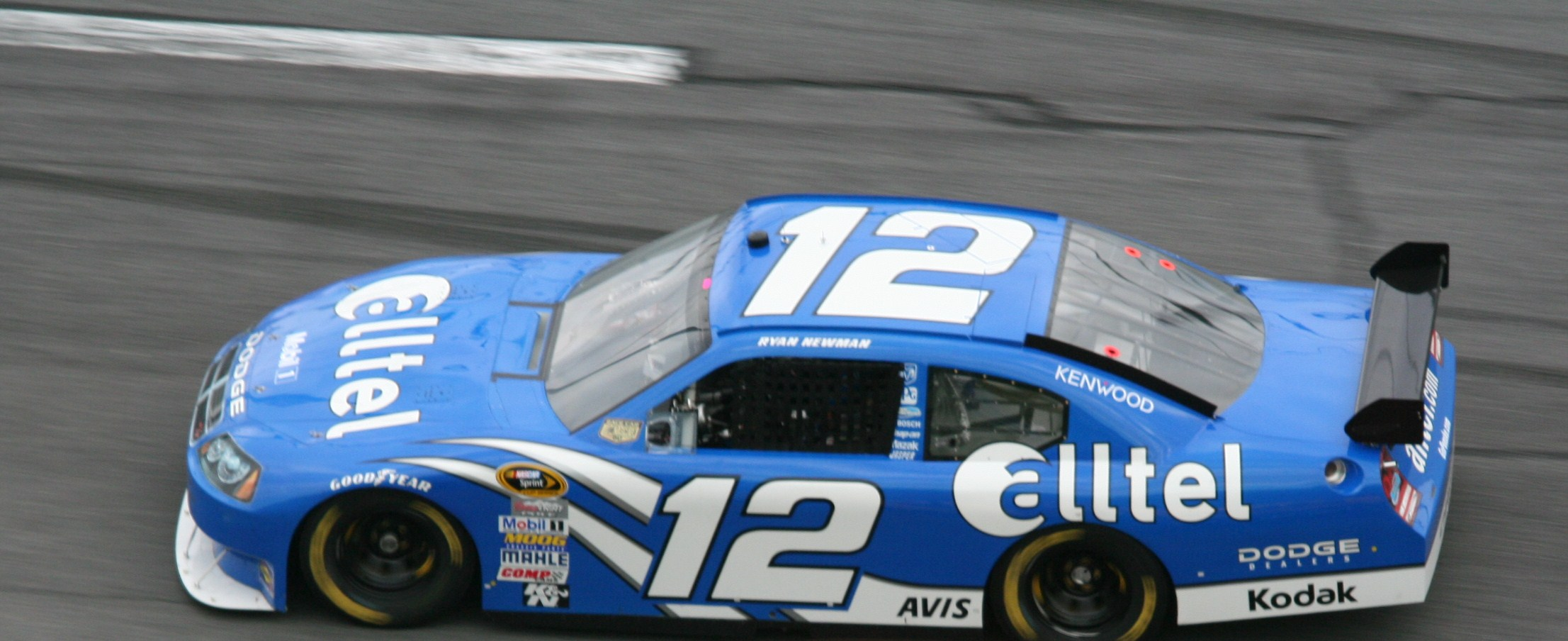
Ryan Newman en el vehículo número 12 patrociando por Alltel en la Pista Internacional de Daytona Beach en el 2008.

En el 2008, Verizon (Verizon Wireless) se adueñó completamente de Alltel, y junto con AT&T, a Verizon se le prohibió la publicidad en la Copa Sprint. Tras la fusión, la decisión del Penske Racing se hizo para retirar los esquemas de Marlboro del coche número 12, donde los elementos de diseño de la empresa se muestra pero el logotipo de la empresa real no se muestra. (El segundo nivel, la NASCAR Nationwide Series, no tiene restricciones a la publicidad móvil, y como tal, la publicidad de Verizon se muestra en su totalidad en la Serie Nationwide.)

## Competidores
AT&T es el segundo operador de telefonía móvil en los Estados Unidos. Estos son los competidores de AT&T, basados en la cantidad total de clientes, presentados aquí de mayor a menor:
- Verizon Wireless
- T-Mobile
- Tracfone Wireless
- MetroPCS
- U.S. Cellular
- Cricket Wireless
- Claro en Puerto Rico
- Telcel en México
- Movistar en México